# روزی روزگاری در چوکوروا
روزگارانی در چوکوروا (به ترکی استانبولی: Bir Zamanlar Çukurova) یک مجموعه تلویزیونی درام و عاشقانه ساخت کشور ترکیه است که نخستین قسمت از این مجموعه در تاریخ ۱۳ سپتامبر ۲۰۱۸ از شبکه آ تی وی پخش شد.

## خلاصه داستان سریال
در دهه‌ٔ هفتاد میلادی، دو جوان به اسم (ییلماز و زلیخا) عاشق همدیگر هستند. زلیخا خیاط است و ییلماز یک مرد فقیر است که در مکانیکی کار می‌کند. برادر ناتنی زلیخا با یک نفر سر خواهرش زلیخا قمار می‌کند و می‌بازد. ییلماز مجبور می‌شود آن مرد را بکشد. ییلماز مجبور می‌شود به آدانا فرار کند ولی زلیخا نیز همراه او می‌رود. آن‌ها در مزرعه‌ٔ یامان‌ها در چوکوروا (آدانا) با هویت خواهر و برادری مشغول‌ به‌ کار می‌شوند اما ییلماز را پلیس‌‌ پیدا می‌کند و به زندان می‌برد و حکم اعدام او را صادر می‌کنند.‌ دمیر (خان چوکوروا، رییس زلیخا و ییلماز) عاشق زلیخا می‌شود. دمیر که به ملاقات ییلماز می‌رود، ییلماز به او میگوید که خواهر و برادر نیستند و می‌گوید که مراقب زلیخا باشد. اما دمیر با این وجود با زلیخا ازدواج می‌کند. ییلماز از زندان آزاد میشود و متوجه این حادثه می‌شود و... .

## بازیگران
| بازیگر            | نقش                 | قسمت ها |
| ----------------- | ------------------- | ------- |
| مورات اونالمیش    | دمیر یامان          | ۱-      |
| هلال آلتینبیلک    | زلیخا یامان         | ۱-      |
| کرم آلیشیک        | علی رحمت تکین/ فکلی | ۶-      |
| نازان کسال        | سودا چاغلایان       | ۶۴-     |
| فورکان پالالی     | فکرت تکین           | ۶۴-     |
| هانده سورال       | امید                | ۷۹-     |
| هولیا دراجان      | لطیفه دومان         | ۸۸-     |
| ایلایدا درجیک     | بتول ارجان          | ۹۸-     |
| سیبل تاشیچی اوغلو | شرمین یامان         | ۱-      |
| بولنت پولات       | غفور                | ۱-      |
| سلین یینجی        | صحنیه               | ۱-      |
| سلین گنچ          | گل تن               | ۱-      |
| آراس شنول         | چتین                | ۷-      |
| پولن امره         | فادیک               | ۲-      |
| سر پریل تامر      | عزیز جون (عزیزه)    | ۱-      |

### نقش‌های پایان یافته
| بازیگر            | نقش                       | قسمت ها |
| ----------------- | ------------------------- | ------- |
| ملکه ایپک یالوو   | مژگان حکیم اوغلو/ آک کایا | ۱-۹۷    |
| اسرا درمانجی‌اوغلو | بهیجه حکیم اوغلو          | ۳۷-۸۵   |
| اغور گونش         | ییلماز آک‌کایا             | ۱-۷۹    |
| وحیده پرچین       | هولیا یامان               | ۱-۷۱    |
| تورگای آیدین      | صباح‌الدین ارجان           | ۱-۶۶    |
| آلایچا اوزترک     | دادستان ژولیده            | ۳۷-۶۶   |
| مهمت پولات        | هاتیپ تلی دره             | ۳۲-۶۵   |
| کاظم یاشار        | جَنگو/ جنگاور چیمن         | ۱-۳۷    |

## انتشار
| فصل | شروع فصل       | قسمت‌های این فصل |
| --- | -------------- | --------------- |
| ۱   | ۱۳سپتامبر ۲۰۱۸ | ۳۵              |
| ۲   | ۱۹سپتامبر ۲۰۱۹ | ۲۸              |
| ۳   | ۱۷سپتامبر ۲۰۲۰ | ۳۱              |
| ۴   | ۲۰۲۰_۲۰۲۱      | ۱۳۱-۱۴۱(پایان)) |